# Kawasaki ER-6

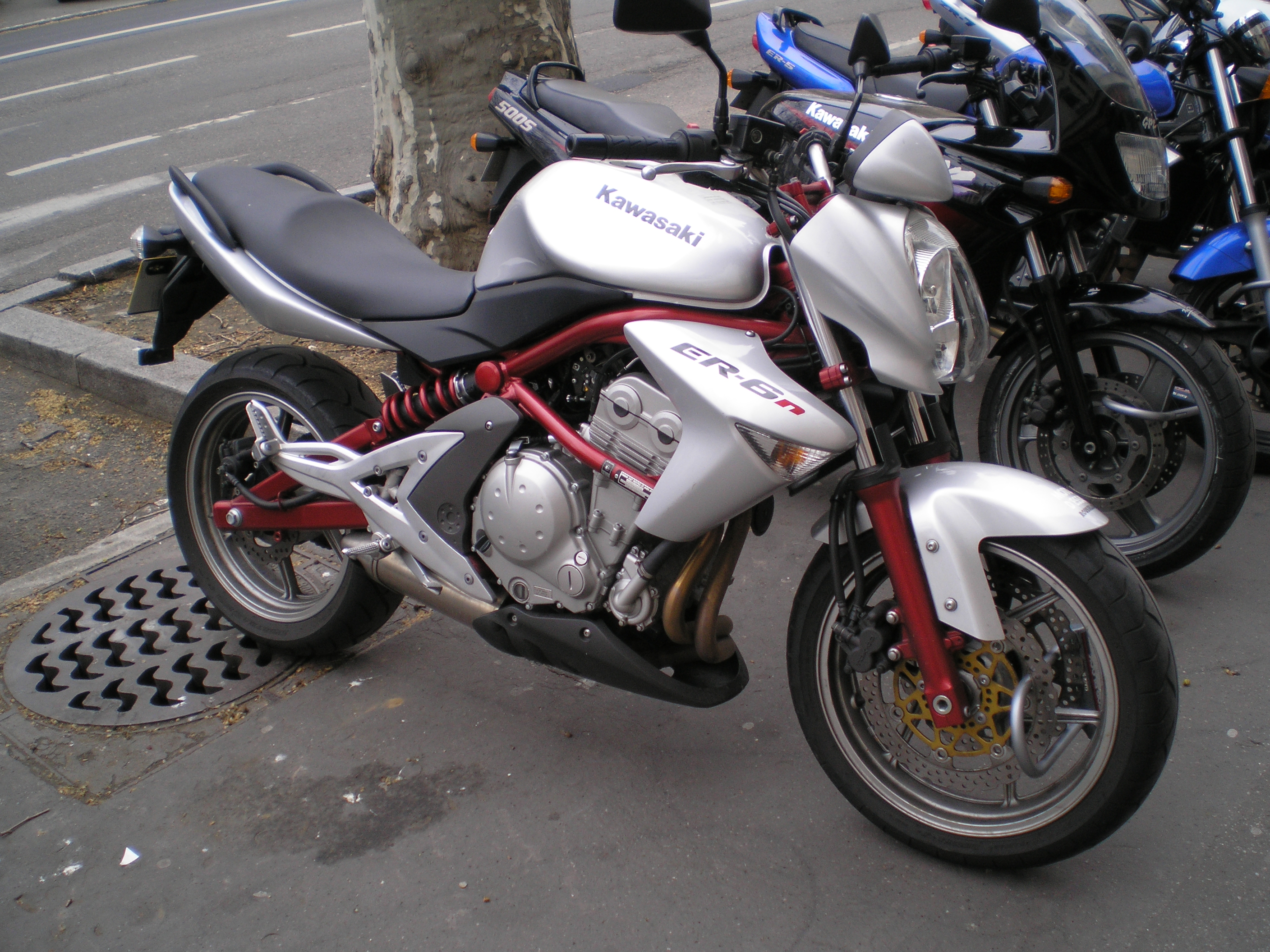
ER-6n, rechte Seite

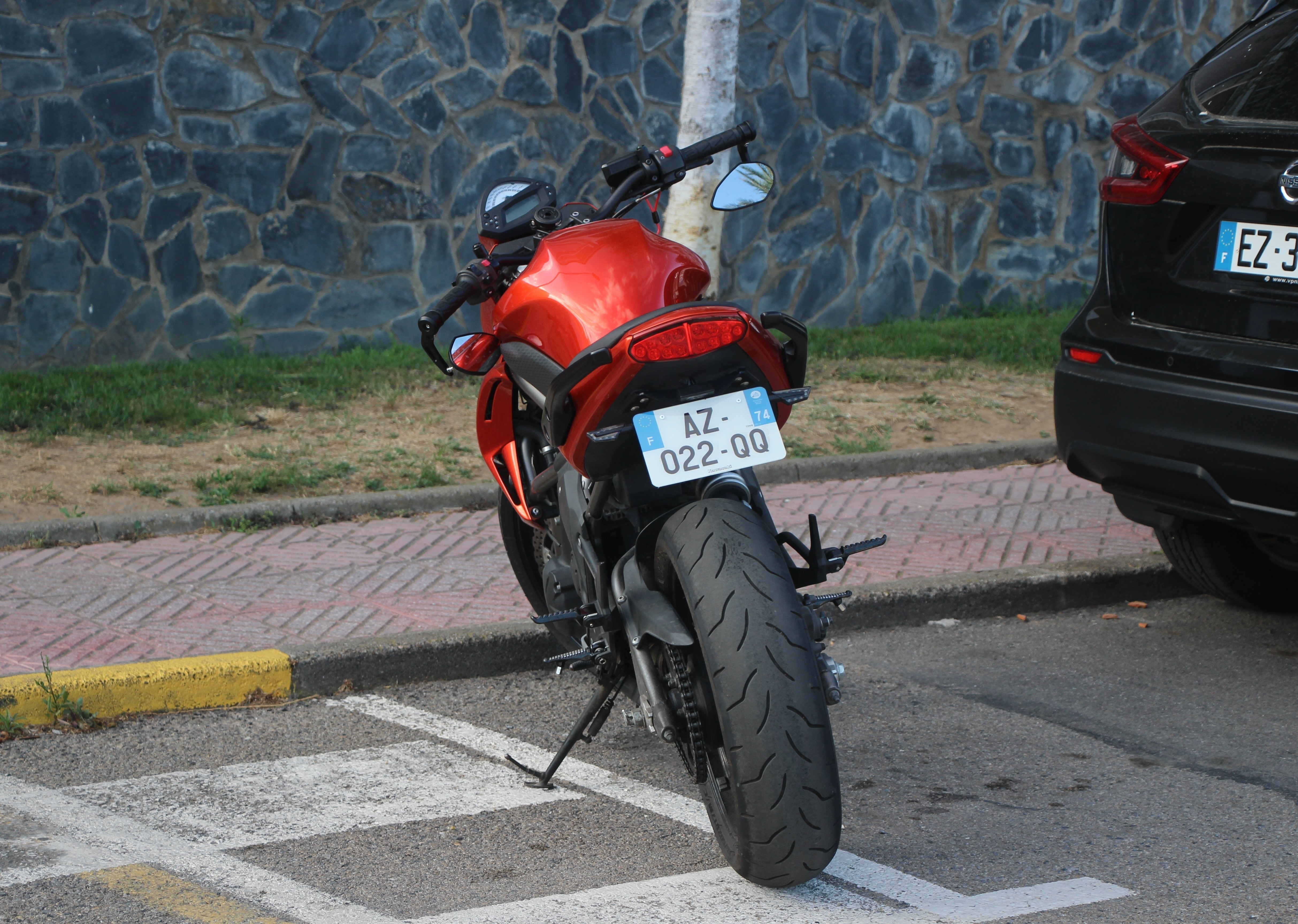
ER-6n, Heckansicht (2008–2011)

Kawasaki ER-6 ist die Bezeichnung für zwei Motorradmodelle des japanischen Herstellers Kawasaki, die als Nachfolgemodelle der Kawasaki ER-5 Reihe von 2006 bis 2016 gebaut wurden. Dabei wurde zwischen der ER-6n (naked) ohne und der ER-6f (faired) mit Verkleidung unterschieden. Die ER-6f wird in den USA unter dem Markennamen Kawasaki Ninja 650R vertrieben. Zum Modelljahr 2017 wird die ER-6n als Z 650 vermarktet und die ER-6f übernimmt die Bezeichnung Ninja auch für den europäischen Markt und wird als Ninja 650 vermarktet.

## Allgemeines

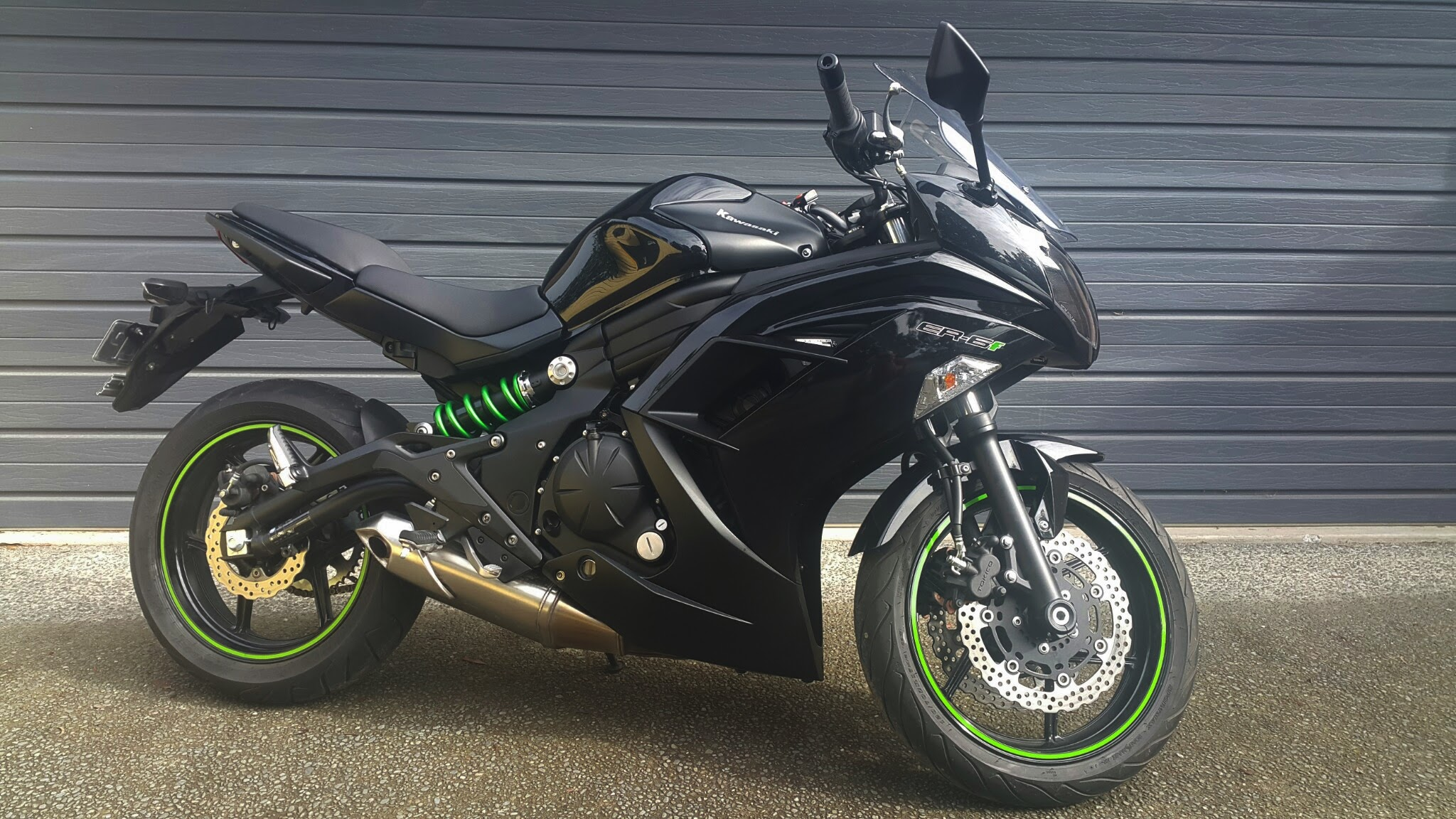
Kawasasi ER-6f, Modell 2015 (Baureihe ab 2012)

Sie ist wegen ihres vergleichsweise geringen Preises, dem einfachen Handling und der optional erhältlichen Drosselung auf 25 kW (34 PS) und 35 kW (48 PS) für den Einsteigermarkt konzipiert und konkurriert hauptsächlich mit der Suzuki Gladius und der Honda CBF600 (bis 2013).
Seit 2007 ist ABS serienmäßig. Der Motor verfügt über eine elektronische Saugrohreinspritzung.
Durch die vergleichsweise geringe Sitzhöhe von 785 mm (ER-6n) bzw. 790 mm (ER-6f) eignet sich die ER-6 besonders für kleinere Personen. Ab Bj. 2012 beträgt die Sitzhöhe bei beiden Ausführungen 805 mm. Als Zubehör erhältlich ist eine gegenüber dem Seriensitz 3 cm tiefere Sitzausführung.
Zum Antrieb dient der ER-6 ein von Grund auf neu konstruierter Zweizylinder-Reihenmotor (Gegenläufer-Parallel-Twin), der vom Vorgängermodell ER-5 nur die Grundkonzeption übernahm. Wie bei vielen aktuellen Motorrädern verfügt die ER-6 über ein Analog-Digital-Anzeigenmix der Instrumente. In diesem Fall ist der Drehzahlmesser analog und die Tachoanzeige sowie Kilometerstände digital.
Die Höchstgeschwindigkeit liegt bei 200 km/h (ER-6n) / 205 km/h (ER-6f), die Beschleunigung von 0 bis 100 km/h liegt bei 3,9 Sekunden (ER-6f).
Eine Besonderheit ist der zentral unter dem Motor liegende Endschalldämpfer, dessen Prinzip beim ehemaligen Motorradhersteller Buell abgeschaut wurde.
Die F-Variante unterscheidet sich gegenüber der N-Variante in der Vollverkleidung und einem anderen Instrumententräger, daraus ergeben sich weitere Unterschiede hinsichtlich des Gesamtgewichts, der Höchstgeschwindigkeit und des Kaufpreises.

## Modellupdates

### Modell 2007
ABS wird ab dem Modelljahr 2007 in Deutschland serienmäßig angeboten.

### Modell 2009
Mit dem Jahrgang 2009 wurde die ER6 einem Facelifting unterzogen. Grundsätzlich wurde das Design „kantiger“. Der Instrumententräger wurde größer, ebenso wie die Instrumente selbst. Der Mix aus Analog- und Digitalanzeige wurde beibehalten, jedoch ist nunmehr die Tachoanzeige analog und der Drehzahlmesser im digitalen Multifunktionsdisplay integriert. 
Beim F-Modell wurde die Vollverkleidung dem kantigen Design angepasst, die vormals analogen Instrumente wurden durch ein Digital-Display ersetzt.

### Modell 2012
Der Jahrgang 2012 brachte Modifikationen. Rahmen und Schwinge wurden neu gestaltet und als Doppelrohr ausgeführt. Der Motor wurde neu abgestimmt und auf mehr Durchzug im mittleren Drehzahlbereich ausgelegt. Die vorher einteilige Sitzbank wich einer Tandemlösung.
Der Instrumententräger wurde wieder geändert. Tacho und Drehzahlmesser tauschten erneut die Anzeigenformate, so dass wie anfangs der Drehzahlmesser analog ausgeführt ist. 
Die F-Variante erhielt wieder eine Änderung der Vollverkleidung und der Instrumententräger wich einer Digital-Analog-Variante, die sich an der des N-Modells orientiert.

## Neuzulassungen ER-6n in Deutschland
| Jahr | Quelle | Neuzulassungen |
| ---- | ------ | -------------- |
| 2008 | [ 6 ]  | 2.042          |
| 2009 | [ 7 ]  | 2.556          |
| 2010 | [ 8 ]  | 2.095          |
| 2011 | [ 9 ]  | 1.895          |
| 2012 | [ 10 ] | 2.445          |
| 2013 | [ 11 ] | 2.265          |
| 2014 | [ 12 ] | 2.778          |
| 2015 | [ 13 ] | 2.591          |